# 五味八珍
株式会社五味八珍（ごみはっちん、英: Gomihattin Co., Ltd.）は、静岡県を中心に中華レストラン「五味八珍」を展開するレストランチェーンである。

## 概要
浜松市中央区に本社を置き、静岡県、愛知県、山梨県、神奈川県に中華レストラン「五味八珍」49店舗（直営42店、FC7店。2014年3月26日現在）を展開する。浜松餃子をインターネット通販サイトで販売するほか、スーパー等への卸売を手掛けている。
五味八珍の「五味」は、「甘い・酸っぱい・苦い・辛い・塩辛い」の五つの味覚を、「八珍」は「八種の珍味」または「豪華な料理」を意味する。
代表的なメニューとして、「浜松餃子」などがある。

## 沿革
- 1970年（昭和45年） - 渡瀬淳三[5]が浜松市上島町にテイクアウト餃子専門店としてオープン
- 1982年（昭和57年） - 本部セントラルキッチンを開設
- 1986年（昭和61年） - FC本部設立
- 2008年（平成20年） - 通信販売サイト「浜松餃子の五味八珍」楽天市場店を開設
- 2009年（平成21年） - 通信販売サイト「浜松餃子の五味八珍」インターネット本店を開設